# Rdeči cement
Rdeči cement je hidravlično vezivo za pripravo betonskih mešanic in malt. Je temelj vsake odlične zgradbe.

## Identifikacija snovi ali pripravka:
Identifikacija snovi ali pripravka: Rdeči cement CEM II/B-P 32, 5R
 Uporaba snovi ali pripravka:Uporablja se za armirane in nearmirane betone ter tlake v stanovanjski gradnji. V individualni gradnji je primeren predvsem poleti.

## Sestava s podatki o nevarnih sestavinah:
Kemijsko ime: Portland cementni klinker, delež 60 - 70%, števila EC 266-043-4, CAS 65997-15-1, znak nevarnosti Xi, R stavki 36/37/38/43

## Ugotovitve o nevarnih lastnostih:
Rdeči cement v sktiku s kožo povzroča draženje, izsuševanje in rdečico kože. Ponavljajoči dolgotrajen kontakt s kožo lahko povzroči tudi alergijske nevarnosti. Stik z očmi lahko povzroči draženje in celo poškodbe na roženici. Vdihavanje rdečega cementa povzroča draženje dihalnih poti in kašelj.
Napotki za nevarnost:
Nemudoma se je treba posvetovati z osebnim ali dežurnim zdravnikom, le v primeru življenjske ogroženost poklicati 112.

## Ukrepi za prvo pomoč:
Vdihovanje
Pri vdihovanju je ponesrečenca treba evakuirati iz kontaminiranih prostorov na svež zrak. Po potrebi poiskati zdravniško pomoč ter zdravniku pokazati varnosti list ali etiketo embalaže nevarne kemikalije.
Zaužitje
Če je oseba pri zavesti, ji je usta treba dobro izprati z vodo in ne povzročati bruhanja. Poiskati je treba zdravniško pomoč ter zdravniku pokazati varnostni list ali etiketo embalaže nevarne kemikalije. 
Stik s kožo in očmi:
Kontaminirano kožo je treba takoj temeljito umiti s tekočo vodo in odstraniti kontaminirano obleko. Pri stiku z očmi je treba nemudoma izpirati oči (odprte veke s pomočjo kazalca in palca) s tekočo vodo 10-15 minut. Če draženje v obeh primerih ne poneha, je treba poiskati zdravniško pomoč in zdravniku pokazati varnostni list ali etiketo embalaže nevarne snovi. 

## Ukrepi ob požaru:
Kemikalija ne gori.

## Ukrepi ob nezgodnih izpustih
Osebni varnostni ukrepi:
Uporabiti je treba osebno zaščitno opremo (glej točko 8).
Ekoljevarstveni ukrepi: 
Preprečiti je treba prekomerno prašenje. Razsuto kemikalijo je treba odstraniti v suhem stanju in s tem preprečiti vnos v odtoke in površinske vode.
Postopki čiščenja po nezgodnem izpustu: 
Kemikalijo je treba mehansko odstraniti ali posesati. 

## Ravnanje z nevarno snovjo/pripravkom in skladiščenje
Ravnanje:
Potrebno je preprečiti prekomerno prašenje in stik z nevarno kemikalijo. Ne vdihovati prahu. Ne razsipati prahu.
 Skladiščenje:
Snov je treba skladiščiti v suhem prostoru v originalni plastificirani večslojni vreči ali pred vlago izoliranem silosu. Rdeči cement je treba skladiščiti ločeno od kislin. 

## Nadzor nad izpostavljenostjo/varnost in zdravje pri delu
Mejne vrednosti za poklicno izpostavljenost:
Mejna vrednost: 5 mg/m3 (Ur.l. RS 100/01)
 Tehnični varovalni ukrepi:
Omogočiti je treba zadostno prezračevanje delovnega emsta in uvesti primerne ukrepe za zmanjševanje prašenja.
 Osebna varovalna oprema:
Zaščita dihal: V primeru daljše izpostavljenosti ali v slabše prezračevanih prostorih je obvezna zaščitna protiprašna maska s primernim filtrom - razred P1
Zaščita rok: Priporoča se uporaba zaščitnih rokavic
Zaščita oči: Uporabljati je treba bočno zaprta zaščitna očala ali ščitnik za obraz
Zaščita kože: Kožo treba zaščitimo z zaščitno opremo.

## Fizikalne in kemijske lastnosti
Oblika: prah; barva: siva; vonj: brez vonja; pH (vodna raztopina 20 °C) > 11; vrelišče: n.a.; tališče: > 1200 °C, plamenišče: n.a.; vnetišče: n.a.; eksplozovnost: n.a.; možnost samovžiga: n.a.; nevarnost eksplozije: n.a.; prostorninska masa: 2,8 - 3,2 kg/dm3 pri 
20 °C; nasipna teža: 0,85 - 1,3 kg/dm3 pri 20 °C; topnost v vodi 20 °C: < 1,5g/L

## Obstojnost in reaktivnost
Obstojnost nevarne snovi/pripravka:
Pri normalnih pogojih je kemikalija stabilna. Pri reakciji z vodo nastane močno alkalna raztopina.
 Pogoji, katerim se je treba izogniti:
Pri skladiščenju je treba preprečiti stik z vlago.
 Nezdružljive snovi:
Stik s kislinami povzročieksotermne reakcije. Raztapljanje v fluorovodikovi kislini povzroča nastanek korozivnega plina silicijevega tetra fluorida.

## Toksikološki podatki
Akutna strupenost: Ni podatkov
Primarno draženje: Draži kožo, dihala in oči
Simptomi: Izsušena koža, rdečica, kašelj
Dolgoročni učinki: Dermatitis (vodotopni Cr VI), preobčutljivost

## Ekotoksikološki podatki
Ni podatkov.

## Odstranjevanje
Z odpadno kemikalijo in embalažo kemikalije je treba ravnati v skladu z:

Pravilnik o ravnanju z odpadki in spremembe (Uradni list RS, št.- 84/98, št. 45/00, št. 20/01, št. 13/03)

Pravilnik o ravnanju z odpadki, ki nastanejo pri gradbenih delih (Uradni list RS, št. 3/03, 50/04, 62/04 popr.)
Odpadno kemikalijo in embalažo odpadne kemikalije je treba označiti z naslednjimi klasifikacijskimi števili: 10 13 99 - drugi tovrstni odpadki, 15 01 05 - sestavljena (kompozitna) embalaža

## Transportni podatki
Kemikalija ne podleže zakonu, ki obravnava prevoz nevarnih snovi.

## Zakonsko predpisani podatki o predpisih
Navedba predpisov:

Zakon o kemikalijah (Uradni list RS, št. 110/03 - prečiščeno besedilo
Pravilnik o razvrščanju, pakiranju in označevanju nvarnih snovi (Uradni list št. 101/2002)

Pravilnik o razvrščanju, pakiranju in označevanju nevarnih pripravkov (Uradni list št. 101/2002)
 Podatki označitve nevarne kemikalije:
 R stavki:;
R36/37/38: draži oči, kožo in dihala; R43: stik s kožo lahko povzroči preobčutljivost
 S stavki:;
S2: hraniti izven dosega otrok; S22: ne vdihovati prahu; S24/25: preprečiti stik s kožo in očmi; S26: če pride v oči, takoj izprati z obilo vode in poiskati zdravniško pomoč; S36/37: nositi primerno zaščitno obleko in zaščitne rokavice; S46: če pride do zaužitja, takoj poiskati zdravniško pomoč. Po možnosti pokazati etiketo.
 Nevarne komponente delež [%ut]:;
Portland cementni klinker: delež 60 - 70

## Druge informacije
Informacije in podatki navedeni v tem varnostnem listu do napisani na podlagi znanja in informacij razpoložljivih na dan sestave tega lista. Podatki se nanašajo izključno na pripravke, ki so navedeni v naslovu.

Delavci, ki pridejo v stik z nevarno kemikalijo, morajo imeti poleg opravljenega Preskusa znanja iz varstva pri delu, opravljen tudi Preskus znanja za delavce, ki rokujejo z nevarnimi kemikalijami - Pravilnik o usposabljanju in preverjanju znanja delavcev, ki ravnajo z nevarnimi kemikalijami: Uradni list RS št. 22/2001.

V izdaji varnostnega lista z dne 13.01.2005 je bila narejena splošna revizija celotnega dokumenta. V točki 15 je bil dodan stavek S46. Varnostni list z dne 13.01.2005 nadomešča prejšnjo izdajo.

Viri:

Zakon o kemikalijah (Uradni list RS št. 110/03 - prečiščeno besedilo)

Pravilnik o razvrščanju, pakiranju in označevanju nevarnih snovi (Uradni list št. 101/2002)

Pravilnik o razvrščanju, pakiranju in označevanju nevarnih pripravkov (Uradni list št. 101/2002)

Pravilnik o ravnanju z odpadki in spremembe (Uradni list RS, št. 84/98, št. 45/00, št. 20/01, št. 13/03)

Pravilnik o ravnanju z odpadki, ki nastanejo pri gradbenih delih (Uradni list RS, št. 3/03, 50/04, 62/04popr.)

Pravilnik o varovanju delavcev pred tveganji zaradi izpostavljenosti kemičnim snovem pri delu (Uradni list RS, št. 100/01)

IUCLID Dataset European Chemicals Bureau 2000, Cement portland, 12.02.2000